# Norrländska tjärhandelskompaniet
La Compagnie suédoise pour le commerce du goudron, Norrländska tjärhandelskompaniet ou tjärkompaniet en Suédois, (en finois Norrlannin tervakauppakomppania, en anglais Pitch and tar company of Sweden), en français souvent appelée de « Compagnie suédoise pour le commerce du goudron » est une compagnie marchande suédoise, établie en 1648, dont le rôle était de commercialiser en Europe, le goudron de pin suédois ou Stockholmstjära, le brai de Stockholm, dont l'importance était stratégique, puisqu'à l'époque il imperméabilisait les coques des navires de tous les marines de guerre et marchandes d'Europe. La Suède était le principal fournisseur de goudron, mais des quantités considérables ont été fabriquées aussi en Norvège et en Russie.
Selon le privilège du 31 mars 1648, tout le goudron et la poix fabriqués au nord de Stockholm et de Nyen devait être exclusivement exportés par la Compagnie suédoise pour le commerce du goudron des villes de Stockholm, Turku, Helsinki, Viborg et Nyen. La société payait à la royauté un certain prix pour chaque last de brai ou poix vendu. Le directeur de la tjärkompaniet, était Johan Lilliecrantz, également maire judiciaire de Stockholm.
En 1705, la Compagnie suédoise pour le commerce du goudron s'attacha à faire monter le prix de ses marchandises à destination de l'Angleterre. Elle en prohiba l'exportation du goudron autrement que par ses propres vaisseaux, au prix fixé par elle, et dans les quantités qu'elle déciderait. Cette décision eut pour principale conséquence que l'Angleterre s'approvisionna désormais en Amérique du Nord pour son goudron.
La compagnie a cessé son activité en 1712, mais il a encore été envisagé de faire du marché du goudron, un monopole.

## Commerce anglo-suédois
Les relations anglo-suédoises reposaient souvent sur des articles de commerce aussi humbles que le goudron. À la fin du XVIIe siècle, la Grande-Bretagne est le premier acheteur de goudron et de brai norvégien et suédois. Entre 1676 et 1679, 55,5 % des barils qui passent l'Øresund à destination de l'Occident se dirigent vers un port britannique, contre 34,9 % vers la Hollande et 4 % vers la France.
En vertu des lois sur la navigation (Navigation Acts), les marchands anglais étaient normalement obligés d'importer le goudron directement depuis les terres productrices, plutôt que depuis la Hollande. L'Angleterre de 1700 ayant toujours toujours été essentiellement dépendante de la Suède, la coïncidence de la Grande guerre du Nord (1700-1721) et la Guerre de Succession d'Espagne (1701-1714) provoqua une crise majeure. 
Alors que les besoins anglais en brai augmentaient, les incursions russes en Finlande perturbèrent l'approvisionnement à la source. Les monopolistes suédois réagirent en augmentant les prix et en refusant dès lors de vendre du goudron en Suède, le commercialisant à la place à l'étranger, entièrement par leurs propres moyens. Lorsque les besoins de la marine anglaise devinrent criants en 1702-1703, la société suédoise, bien qu’expédiant toujours en France, laissa l'Angleterre pratiquement sans goudron; Ce qui fût corrigé à l'époque, mais à partir de 1705, les expéditions de goudron suédois à destination de l'Angleterre diminuèrent régulièrement en raison de la détérioration des relations anglo-suédoises. Une légère augmentation des expéditions en provenance de Norvège ne pouvant pas combler le déficit; peu de choses pouvaient être obtenues de la Baltique orientale; les vastes réserves d'Arkhangelsk étaient monopolisées par des syndicats établis en Hollande, les pressions diplomatique ne permirent d'obtenir pour l'Angleterre que quelques avantages, au compte goutte et erratiques.
Pour riposter à ce tour de politique mercantile, et se rendre indépendante non seulement de la Suède mais de toutes les autres puissances du Nord, la Grande-Bretagne accorda une prime à l'importation des munitions navales de ses colonies en Amérique (bounties). La prohibition imposée sur les colonies par la Grande-Bretagne, obligeait celles-ci à n'exporter ses munitions de marines – mats, vergues et beauprés, brai, goudron et térébenthine – que vers la Grande-Bretagne seule. Ce qui avait comme conséquence de faire baisser dans les colonies, le prix du bois de marine, et par conséquent d'augmenter les dépenses du défrichement des terres, le principal obstacle à leur mise en valeur. Les primes accordées à l'exportation de goudron par le Bounty Act de 1705 inversèrent cette tendance. Adam Smith évoque cet épisode:
« La prohibition d’exporter des colonies à tout autre pays que la Grande-Bretagne les mâts, vergues et beauprés, le brai, le goudron et la térébenthine, tendait naturellement à faire baisser dans les colonies le prix du bois de marine et, par conséquent, à augmenter les dépenses du défrichement des terres, le principal obstacle à leur mise en valeur. Mais, vers le commencement de ce siècle, en 1703, la Compagnie suédoise pour le commerce du goudron tâcha de faire hausser le prix de ses marchandises en Angleterre, en en prohibant l’exportation autrement que sur les propres vaisseaux de la Compagnie, au prix par elle fixé, et en telles quantités qu’elle jugerait à propos. Pour riposter à ce tour remarquable de politique mercantile, et se rendre indépendante, autant que possible, non-seulement de la Suède, mais de toutes les autres puissances du Nord, la Grande-Bretagne accorda une prime sur l’importation des munitions navales d’Amérique. L’effet de cette prime fut de faire monter en Amérique le prix du bois de marine beaucoup plus que ne pouvait l’abaisser sa limitation au marché de la Grande-Bretagne ; et comme les deux règlements furent portés à la même époque, leur effet réuni tendit plutôt à encourager qu’à décourager le défrichement des terres en Amérique. »
Les fournitures provenant de la Nouvelle-Angleterre et des Carolines ont été tellement stimulées par les primes qu’en 1718-1825, l’Angleterre recevait plus des quatre cinquièmes de ses munitions navales hors de ses colonies. Bien que la Suède ait abandonné le monopole après la mort de Charles XII, son commerce de goudron dut attendre la révolution américaine pour une nouvelle période de véritable prospérité.
La guerre d'indépendance américaine, en interrompant le commerce entre l'Angleterre et l'Amérique du Nord, a rétabli la difficulté antérieure concernant l'approvisionnement en goudron, et a conduit à l'établissement de la fabrication de goudron à partir du charbon; un objet qui avait déjà été tenté auparavant.